# Korraphat Nareechan
Korraphat Nareechan (thailändisch กรพัฒน์ นารีจันทร์, * 7. Oktober 1997 in Lampang) ist ein thailändischer Fußballspieler.

## Karriere
Korraphat Nareechan erlernte das Fußballspielen in der Schulmannschaft der Lampang Sports School in Lampang sowie in der Jugendmannschaft von Bangkok Glass, dem heutigen BG Pathum United FC, in Pathum Thani. Hier unterschrieb er 2018 auch seinen ersten Profivertrag. In seiner ersten Saison stand er siebenmal im Tor des Erstligisten. 2019 wurde er an den Khon Kaen FC ausgeliehen. Der Club aus Khon Kaen spielte in der zweiten Liga, der Thai League 2. Für Khon Kaen stand er 29-mal im Tor. 2020 wechselte er auf Leihbasis zum Erstligaabsteiger Chiangmai FC nach Chiangmai. Für Chiangmai stand er 29-mal in der zweiten Liga zwischen den Pfosten. Zur Saison 2021/22 kehrte er zu BG zurück. Am 1. September 2021 gewann er mit BG den Thailand Champions Cup. Das Spiel gegen den FA-Cup-Gewinner Chiangrai United im 700th Anniversary Stadium in Chiangmai gewann man mit 1:0. Zur Rückrunde 2021/22 wechselte er auf Leihbasis zum Ligakonkurrenten Police Tero FC. Hier kam er bis Saisonende nicht zum Einsatz. Vor Beginn der Saison wurde sein Ausleihvertrag um ein Jahr verlängert. Für Police stand er in zwei Ligaspielen zwischen den Pfosten. Nach der Ausleihe kehrte er zu BG zurück wo sein Vertrag nicht verlängert wurde. Im Juni 2023 nahm ihn der ebenfalls in der ersten Liga spielende Lamphun Warriors FC unter Vertrag. Am 31. Mai 2025 stand er mit den Warriors im Finale des Thai League Cup. Hier traf man im BG Stadium auf Buriram United. Am Ende musste man sich mit 2:0 geschlagen geben. Nach einem Ligaspiel wurde sein Vertrag im Sommer 2025 nicht verlängert. Im Juli 2025 nahm ihn der Meister und Pokalsieger Buriram United unter Vertrag.

## Erfolge
BG Pathum United FC
- Thailändischer Ligapokalfinalist: 2018
- Thailändischer Supercupsieger: 2021

Lamphun Warriors FC
- Thailändischer Ligapokalfinalist: 2024/25